# Carl Rosenberg
Carl Frederik Vilhelm Mathildus Rosenberg,  född den 2 januari 1829 i Skanderborg, död den 3 december 1885, var en dansk författare, far till Peter Andreas och Vilhelm Rosenberg.
Rosenberg blev 1854 juris kandidat och 1858 anställd i kyrko- och undervisningsministeriet, varifrån han erhöll sitt avsked 1866, på grund av att han inte ville lämna sin politiska författarverksamhet. Redan 1850 fick han universitetets guldmedalj för en avhandling om Bellmans poetiska egendomlighet, och 1856 skrev han i "Nordisk universitetstidskrift" om Samfundsforholdenes Indflydelse paa de skandinaviske Nationers Visedigtning. Därjämte utsände han 1853-–1854 några skarpa uppsatser mot ministären Örsted, men upptog därefter sin litterära verksamhet och skrev en mängd artiklar, i synnerhet recensioner i estetiska ämnen, i "Dansk Maanedsskrift" samt en Illustreret Verdenshistorie (1860) och en avhandling om Rolands-Kvadet, som förskaffade honom doktorsgrad 1861. 
Med stor värme uppträdde Rosenberg 1863 för Polens sak, och Danmarks olyckor 1864 förde honom ytterligare in på politiskt skriftställeri under en följd av år, bland annat i "Fædrelandet". År 1865 deltog han i stiftandet av "Nordisk Samfund" och blev dess egentlige ledare. Han författade som sådan en serie flygskrifter under titeln Blad til Menigmand fra danske Skandinaver, vilka fortsattes i "Ugeblade til Menigmand" (1867–1869) under Rosenbergs redaktion. Åren 1865–1870 var han medredaktör och flitig medarbetare i Gustaf Axel Knut Hamiltons "Nordisk tidskrift för politik, ekonomi och litteratur". Därefter utgav han 1870–1872 tidningen "Hejmdal" och 1873–1874 "Dansk Ugeblad", men lyckades inte vinna en större läsekrets till följd av sin idealistiska uppfattning av politiska förhållanden. 
Hans främsta strävan var att utbreda den nordiska enhetstanken och hos allmogen väcka en kraftig nationalkänsla; dock kände han sig snart missnöjd och bittert stämd mot vänstern, som inte ville sätta försvarsfrågan i förgrunden. Ett kraftigt uttryck för sin skandinavism gav Rosenberg 1864 i det förslag till en skandinavisk union, som till och med vann bifall av Karl XV och en tid utgjorde föremål för underhandling emellan denne och danska regeringen. Planen utvecklades närmare samma år i en större avhandling, Den politiske Skandinavisme. Rosenberg var likaledes en varm förespråkare för Islands politiska självständighet och för upptagande av fornnordiska som skolämne i de högre allmänna läroverken. 
År 1884 blev Rosenberg docent vid Köpenhamns universitet i nordiska språk och litteratur. Till hans här ovan nämnda arbeten kan läggas flera folkskrifter, som Træk af Livet paa Island i Frihedstiden (1871), Danmark i Aaret 1848 (1873), Gustaf Adolf (1879) samt en grundlig och snillrik framställning av Nordboernes Aandsliv fra Oldtiden indtil vore Dage (3 band, 1878-85), tyvärr aldrig fullbordad. I "Nordisk tidskrift för vetenskap, konst och industri" 1883 författade han den lilla viktiga uppsatsen Vor Versbygnings Grundlove. Han var till sin död medarbetare (för Danmark) i "Nordisk familjebok".